# Pfaffendorf, Volšperk
Pfaffendorf je naselje v Občini Volšperk v Okraju Volšperk na Koroškem v Avstriji.